# Vichy-kormány
A Vichy-kormány  vagy Vichy-kormányzat Franciaországban a második világháború alatt 1940–1944-ig állt fent az ország déli részén.

## Története
1940. június 17-én Henri Philippe Pétain lett a Harmadik Francia Köztársaság utolsó miniszterelnöke. Öt nappal később fegyverszünetet kötött a németekkel, amelynek értelmében Franciaország déli kétötöde fölött kapott hatalmat. Ezt a területet a Vichy nevű fürdőközpontból kormányozta. A képviselőház, amely bízott Pétainben, és Franciaország megmentőjét látta benne, feloszlatta magát és 1940. július 10-én minden hatalmát átadta Pétainnek és az új „Francia Államnak”.
Pétain teljes mértékben kihasználta teljhatalmát, mivel úgy gondolta, hogy a franciák vereségének oka nem a hadsereg, hanem az előző évtizedek köztársasági rendszere volt. Támogatásával a régi köztársasági jelszót, a „Szabadság, egyenlőség, testvériség”-et felváltotta a „Munka, család, haza”. A köztársaság egyházellenességével szemben most a római katolikus egyháznak kitüntetett szerepet juttattak az erkölcsi megújulás elősegítésében. A hangsúly egy újfajta nemzeti közösségen volt, melyhez hozzátartozott a kívülállónak ítélt csoportokkal szembeni ellenszenv is. Ilyen csoportok voltak a protestánsok, a zsidók, a szabadkőművesek és a köztársaságpártiak is.
A Francia Állam vezetői

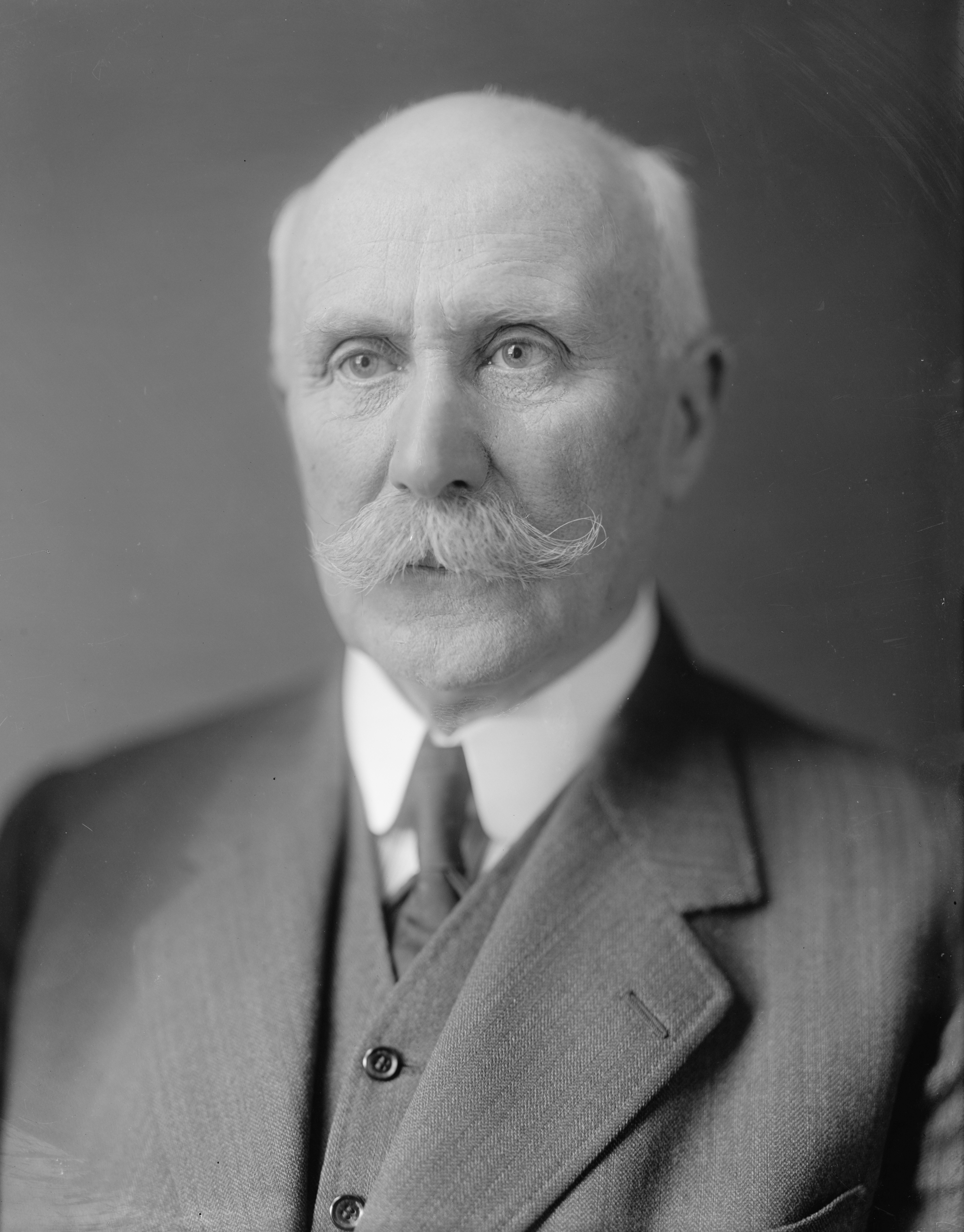
Philippe Pétain államfő (1940–1944)
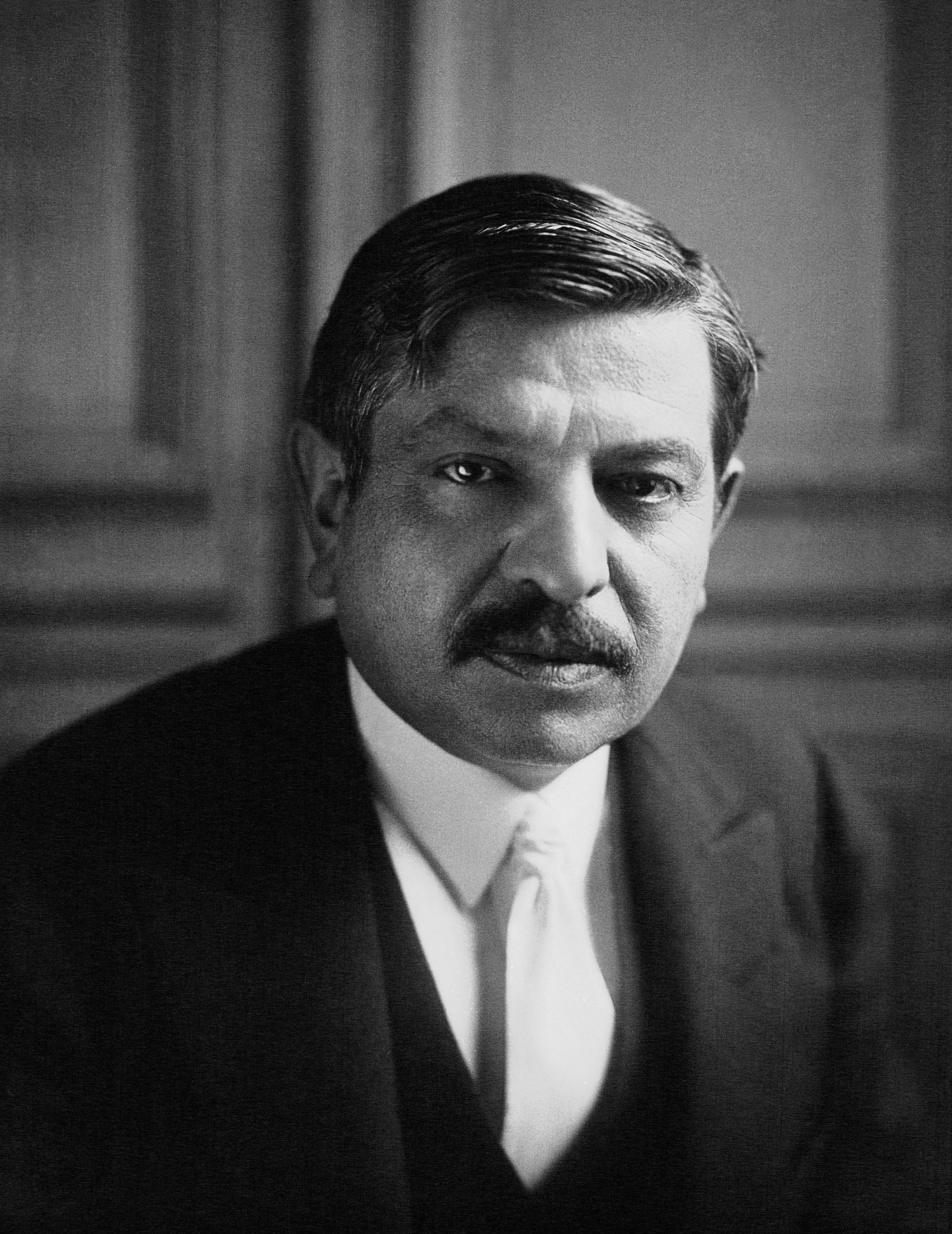
Pierre Laval (miniszterelnök 1940, 1942–1944)
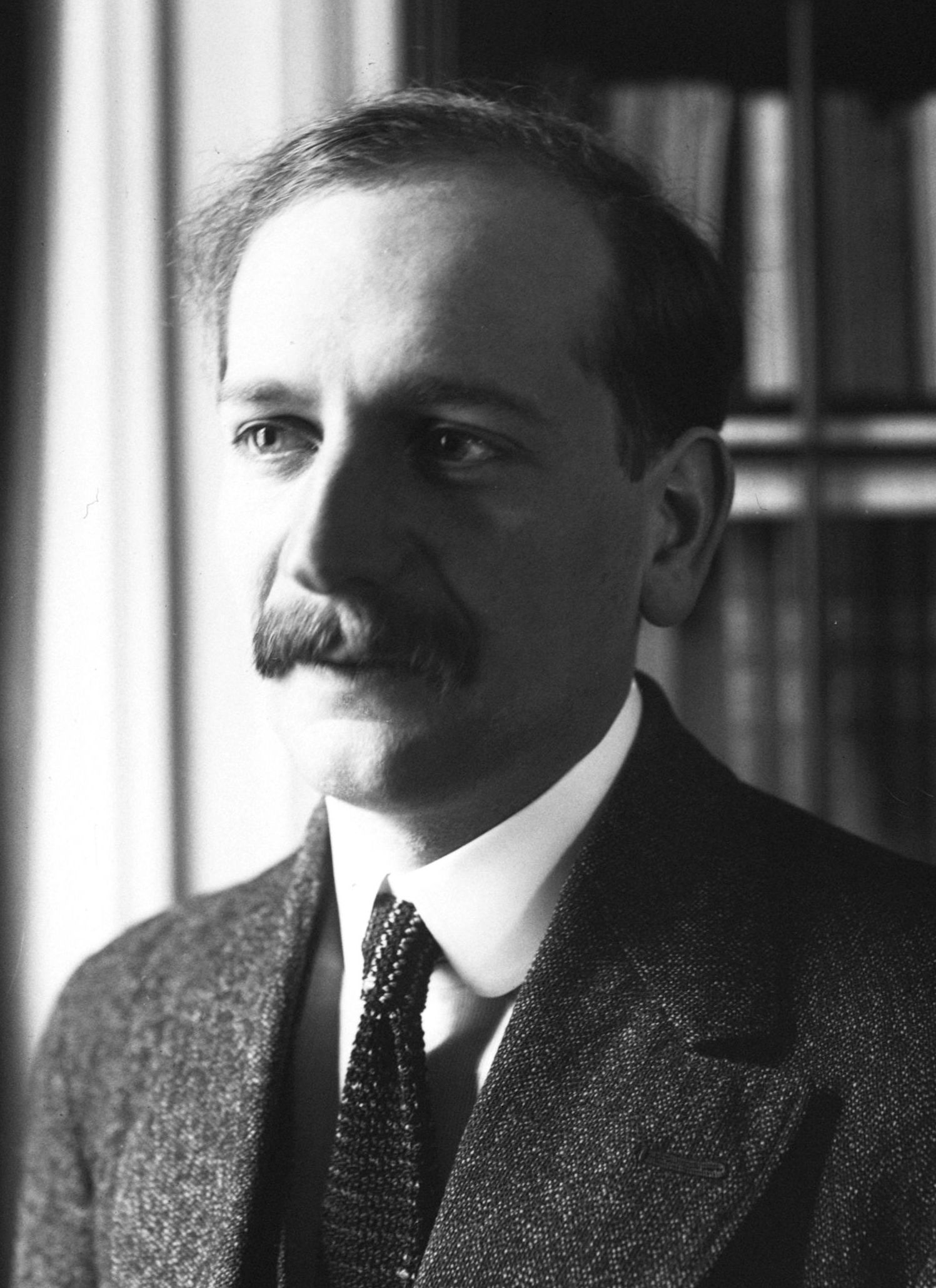
Pierre-Étienne Flandin (miniszterelnök 1940–1941)
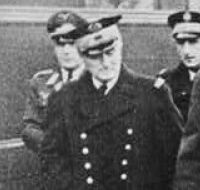
François Darlan (miniszterelnök 1941–42)

A Vichy-kormány antiszemitizmusa annak a folyamatnak tetőzése volt, amely a Dreyfus-ügy óta egységbe forrasztott több jobboldali politikai csoportot Franciaországban. Ez a létező antiszemitizmus alapozta meg azt az aktív együttműködést, amellyel a francia lakosság a zsidók összegyűjtésében segédkezett a hatóságoknak, és amelynek célja az volt, hogy a kormány elnyerje a németek jóindulatát. Az ország zsidó lakosainak mintegy negyedét (76 000 főt) gyűjtötték össze és szállították a Harmadik Birodalom koncentrációs táboraiba.
Pétain főminiszterei, Laval és Darlan alatt az állam mindinkább alkalmazkodott a német igényekhez, így próbáltak Franciaországnak kedvező szerepet biztosítani a jövendő német világrendben, cserébe mégis igen kevés kedvezményben részesültek. 1942. november 11-én az amerikaiak partra szálltak Marokkóban azért, hogy részt vegyenek az észak-afrikai hadműveletekben, s ekkor a Vichy-kormány francia csapatai még fegyveresen szembeszálltak az amerikaiakkal, ennek a harcnak viszont hamar vége lett. A német csapatok ekkor szállták meg az országot, hogy biztosítsák azt egy esetleges invázió ellen. Ezzel Pétain és Laval cselekvési szabadsága tovább szűkült. 1944. szeptember 7-én az ország gyakorlatilag megszűnt létezni, ekkor ugyanis a németek arra kényszerítették Pétaint több kormánytaggal együtt, hogy a dél-németországi Sigmaringenben állítsa fel a Vichy-állam emigráns kormányát.